# Wieża widokowa na Włodzickiej Górze
Wieża widokowa na Włodzickiej Górze – wieża na Włodzickiej Górze, najwyższym szczycie Wzgórz Włodzickich, w pobliżu Świerk Dolnych, w Polsce, w województwie dolnośląskim, w powiecie kłodzkim, w gminie Nowa Ruda.

## Opis
Pierwotnie zbudowana w 1927 jako budowla w postaci smukłej, kwadratowej wieży wysokiej na 14,6 m z tarasem widokowym nakrytym namiotowym daszkiem, wykonana z betonu i pustaków wypełnionych szlamem. W przyziemiu wieża była rozbudowana o bufet-schron, zbudowany na planie kwadratu. Powstała w 1927 r. W 1934 r. nadano jej imię Paula von Hindenburga. Na zboczu góry znajdują się pozostałości obiektów do załadunku i transportu kamienia z pobliskiego kamieniołomu.
Gmina Nowa Ruda odbudowała wieżę w ramach programu „Polsko-Czeski Szlak Grzbietowy – Część Wschodnia”. Oficjalnie otwarcie nastąpiło 19 października 2018 r.
Budowla na Włodzickiej Górze jest jedną z kilku wież widokowych w Sudetach Środkowych. Inne znajdują się na: Górze Świętej Anny, Górze Wszystkich Świętych, Grodziszczu, Kalenicy, Wielkiej Sowie oraz w Suszynie.

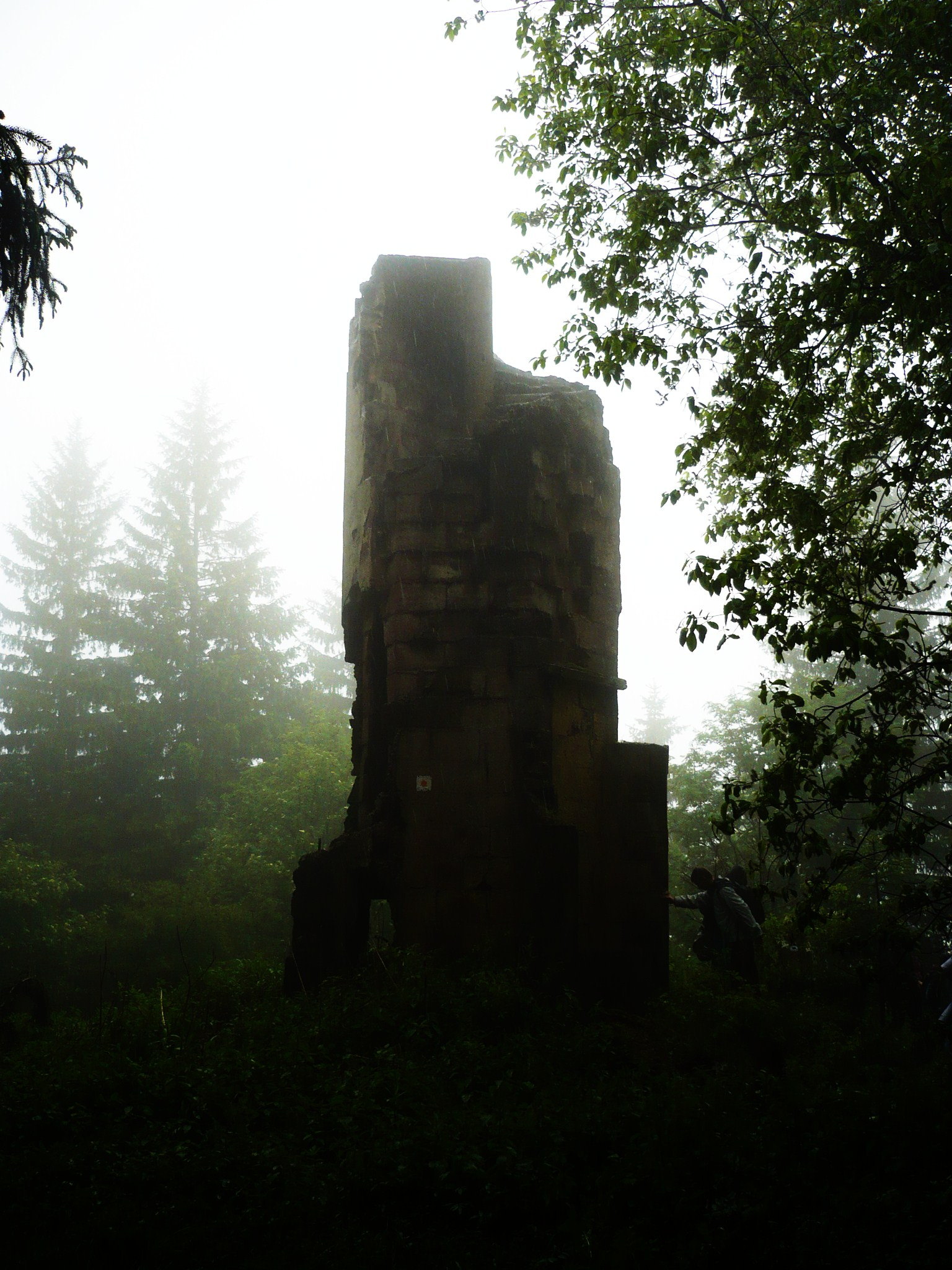
Wieża przed remontem
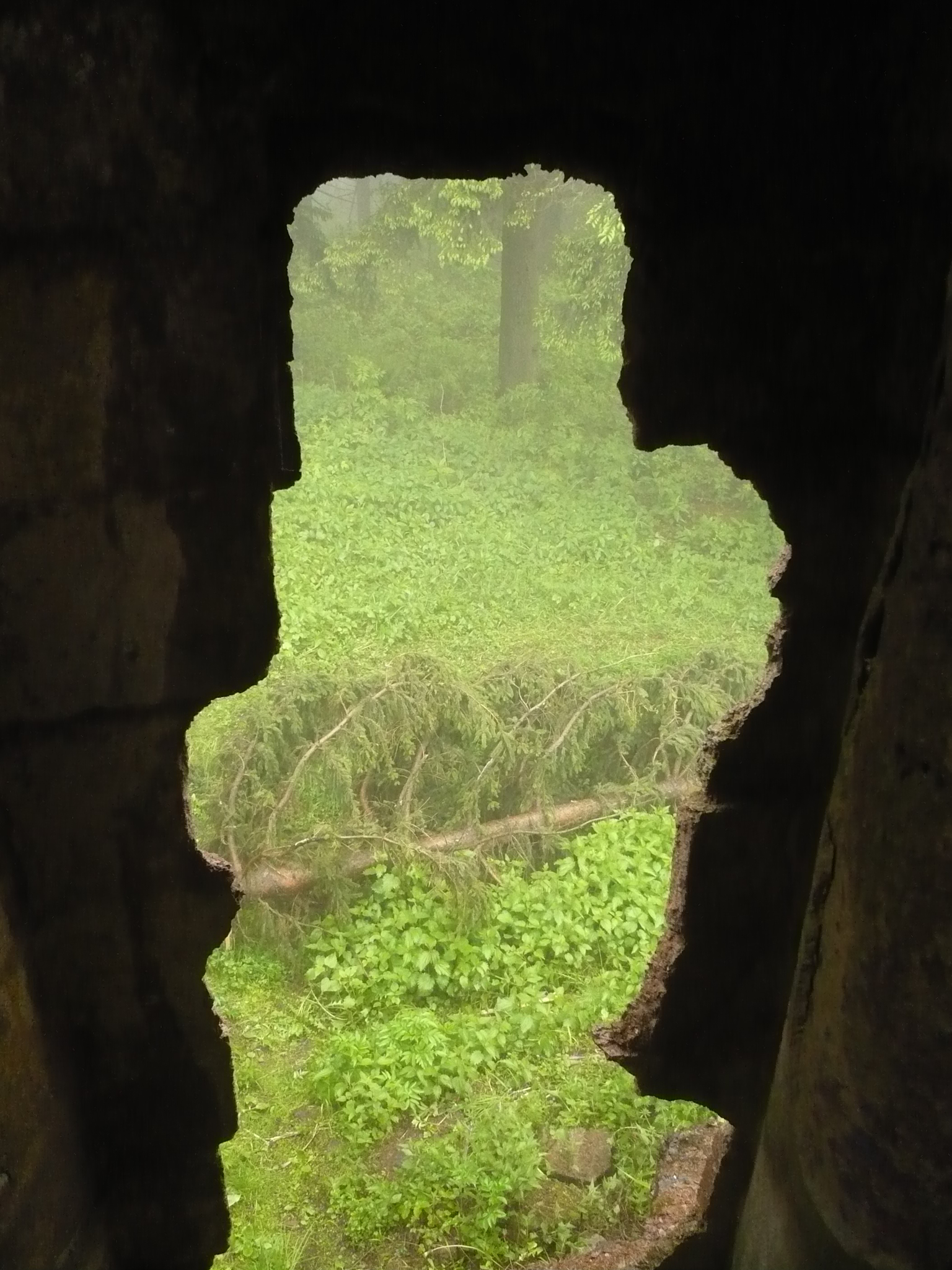
Wieża przed remontem
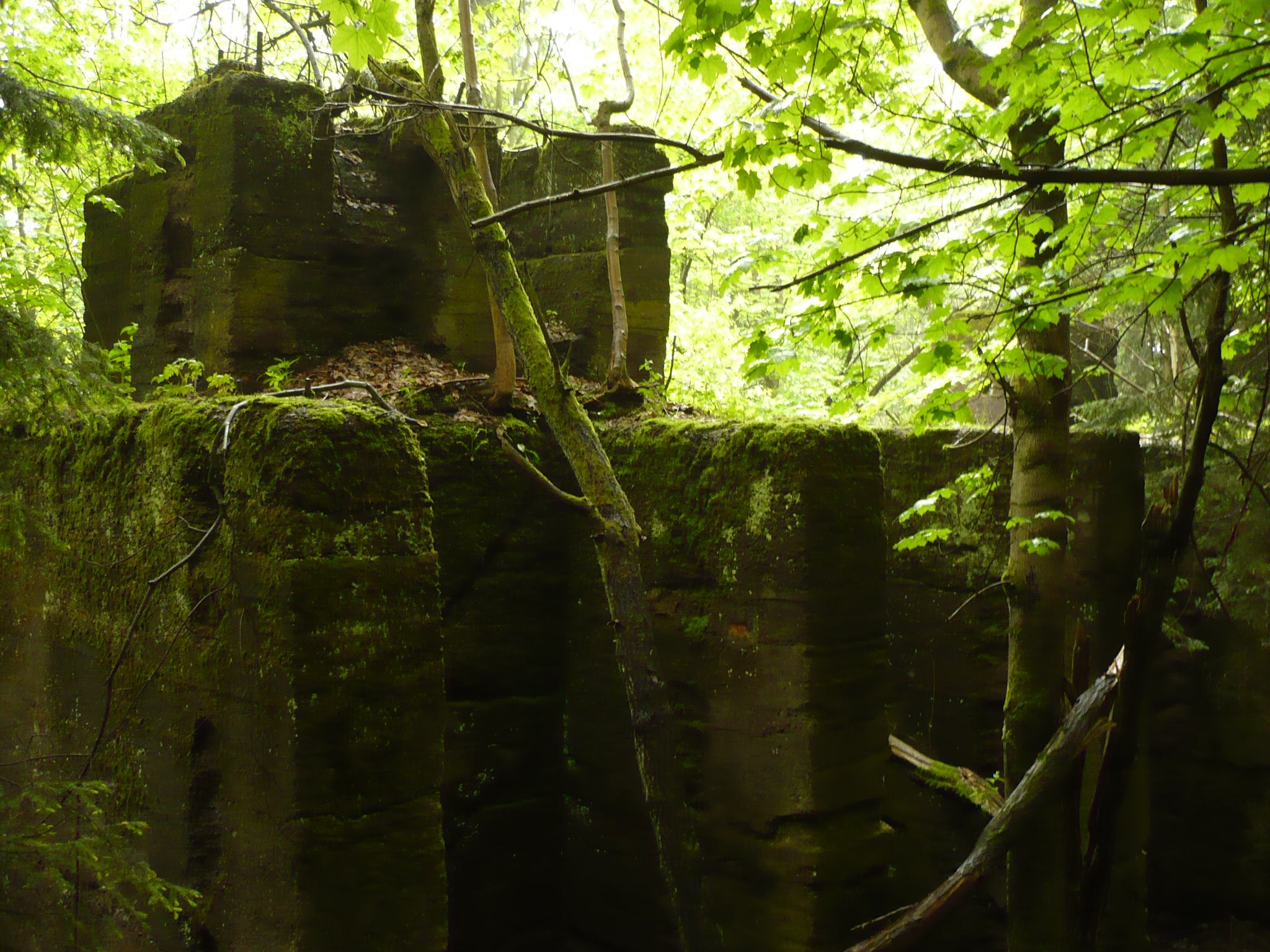
Obiekt do załadunku kamienia
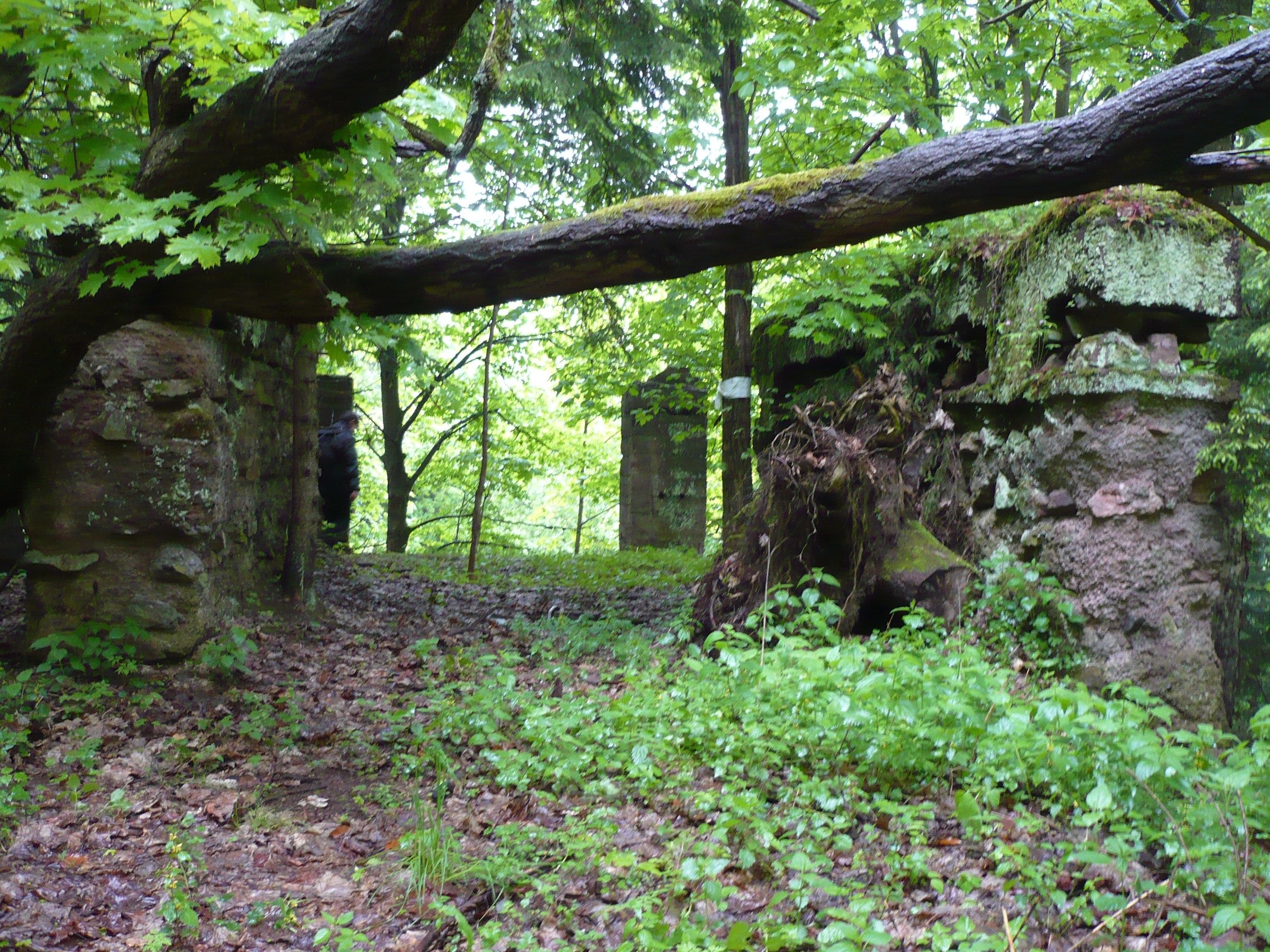
Obiekt do załadunku kamienia
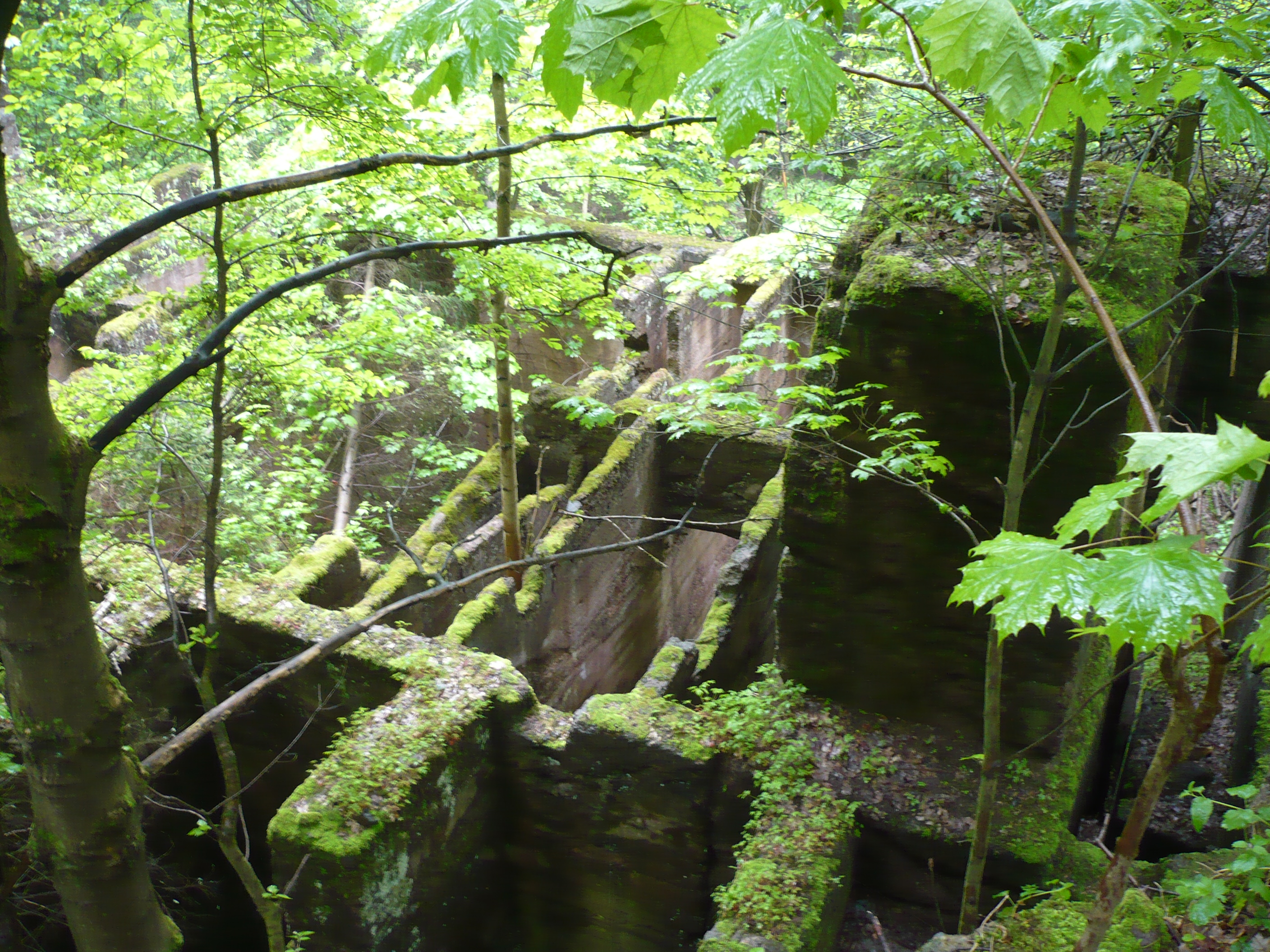
Obiekt do załadunku kamienia
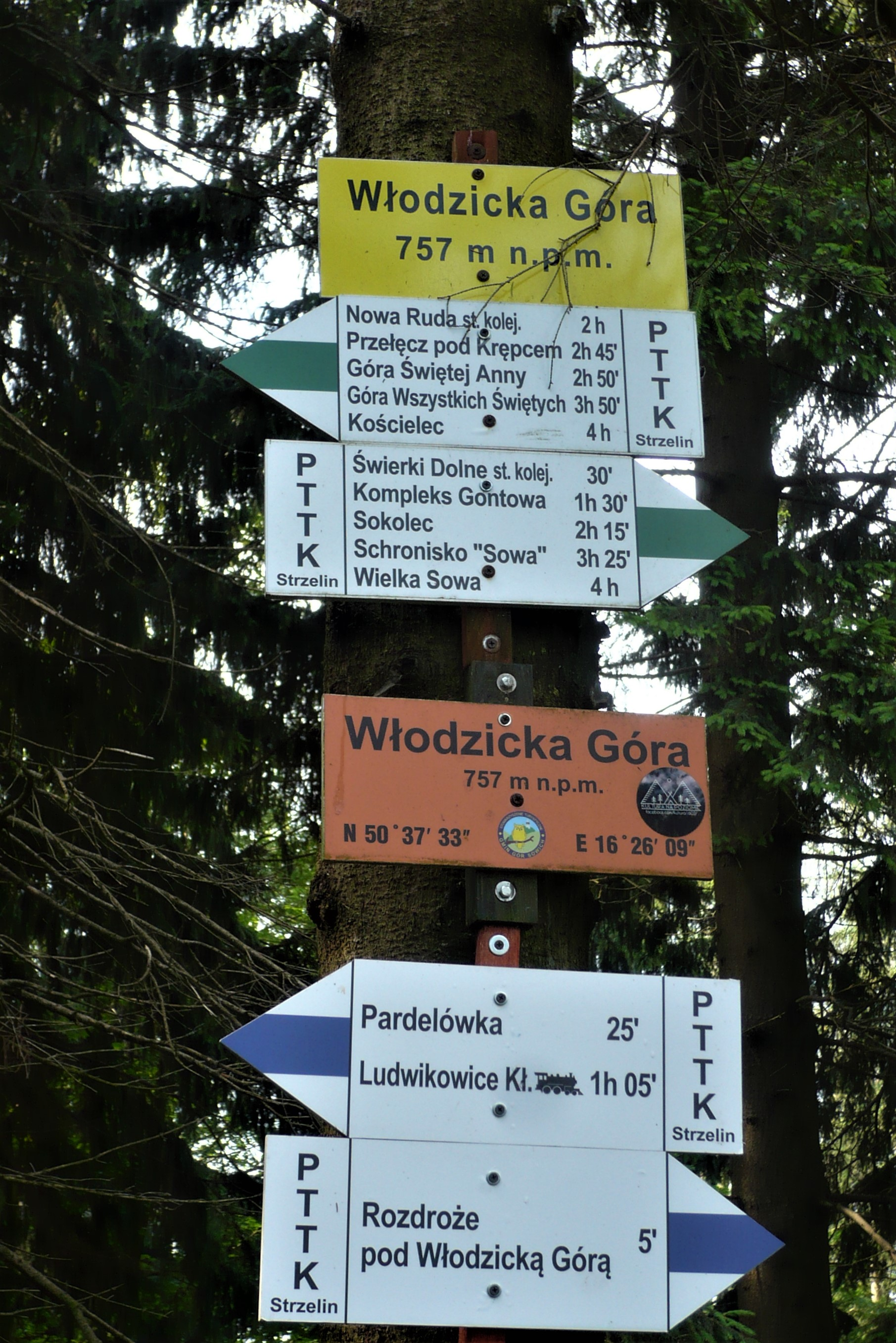
Kierunkowskaz turystyczny
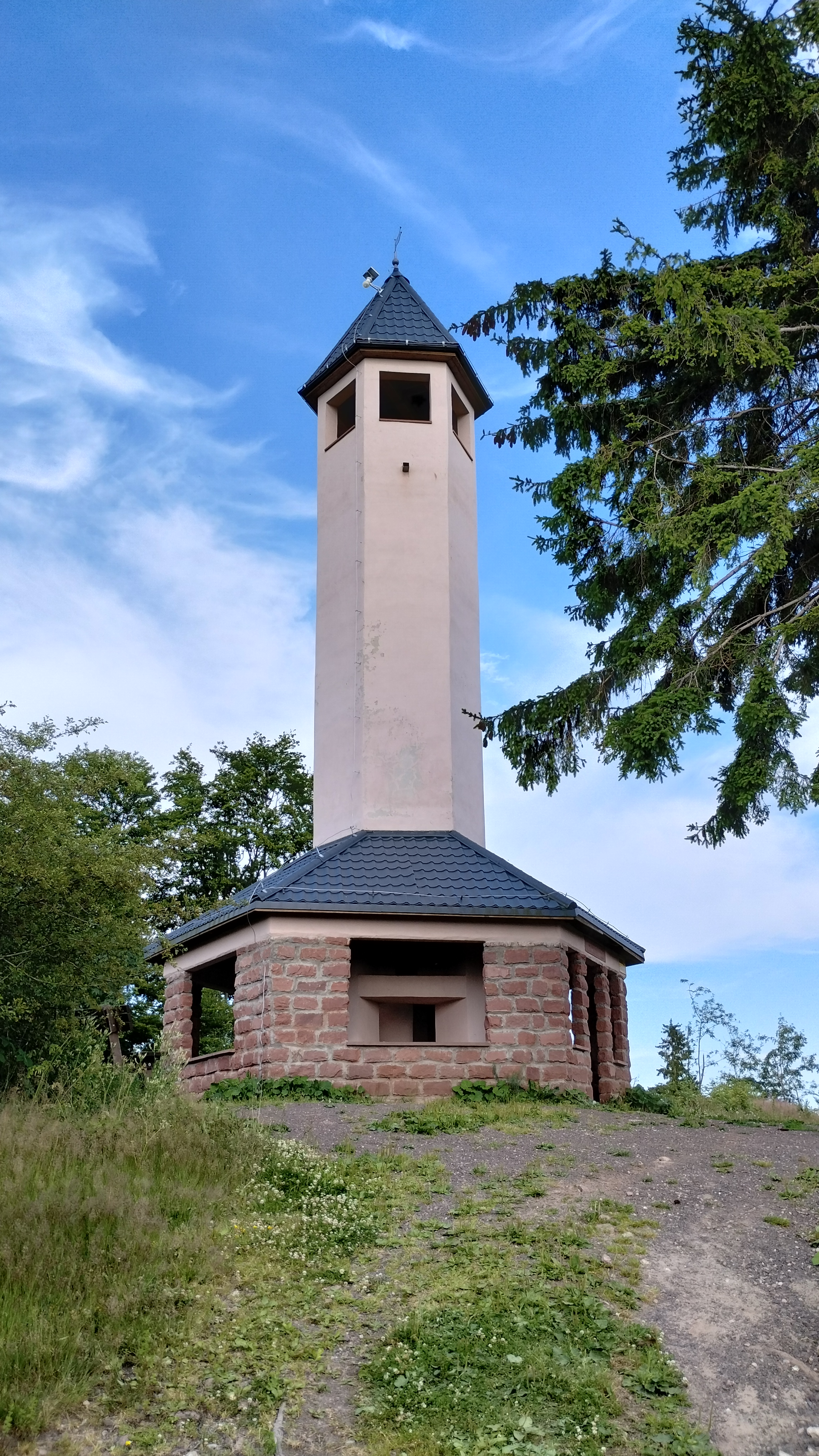
Wieża po odbudowie
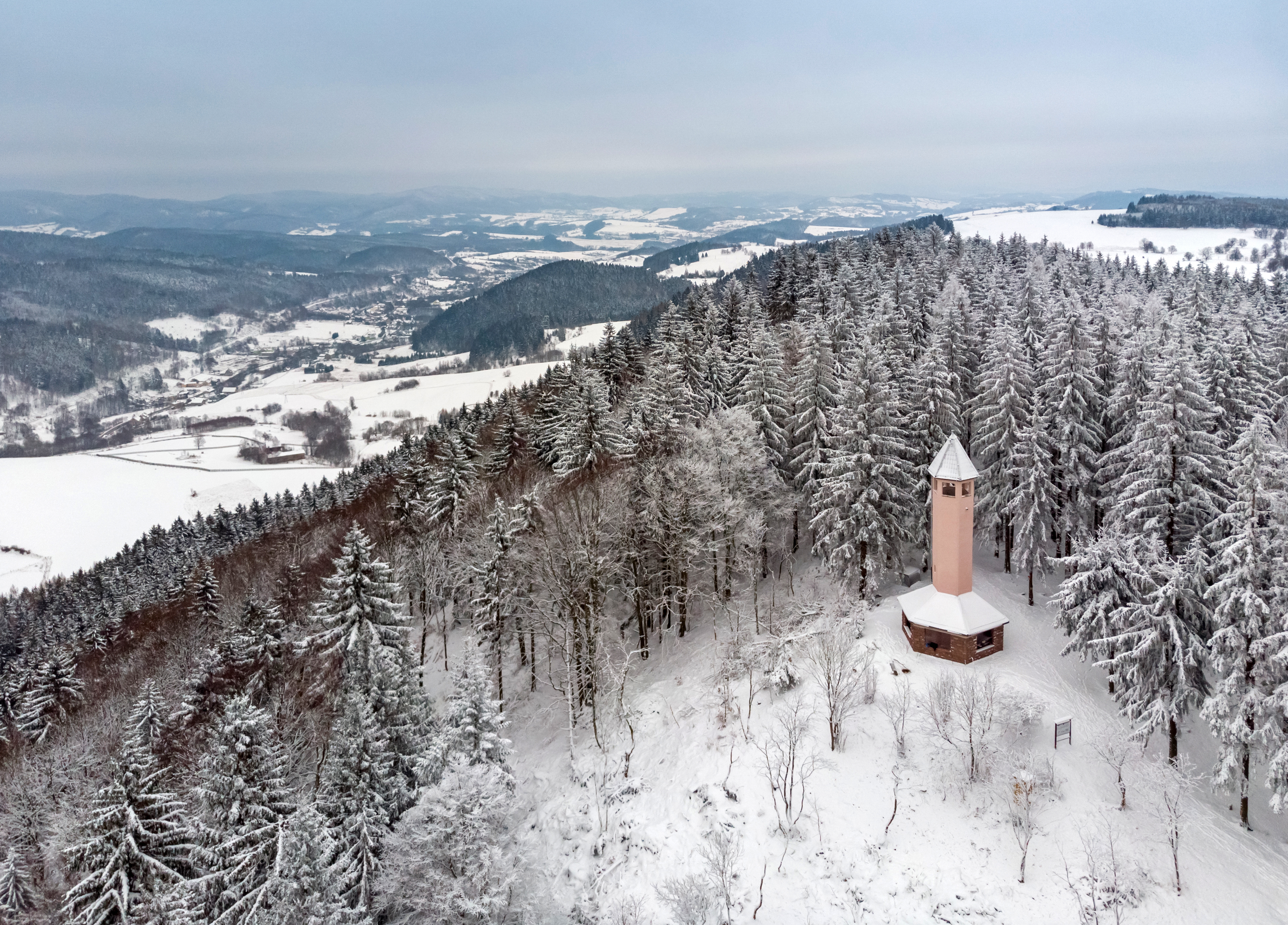
Wieża widokowa na Włodzickiej Górze